# Lasiodorides rolinae
Lasiodorides rolinae é uma espécie de aranha pertencente à família Theraphosidae (tarântulas).